# ズラブ・アブラゼ (政治家)
ズラブ・アブラゼ（グルジア語: ზურაბ აბულაძე、グルジア語ラテン翻字: Zurab Abuladze、1968年12月22日 – ）は、ジョージアの歴史家、土木技師、政治家。
1968年にトビリシで誕生。1988年から1991年まで整備建設局で現場監督して働き、続いて1991年から1994年まで商社「ブルジ」の運送部門に勤務。トビリシ行政監察局での監査調整官（1994年）を経て、「コルヘティ」営業部長（1994年–1995年）、「イラクリSG」広報（1995年–1998年）、「アズラ」取締役（1998年–2003年）、「ツプ」代表取締役（2003年–2004年）、「ツプ」技術支援部長（2004年–2006年）を務めた。
2001年にスルハン＝サバ・オルベリアニ教育大学を卒業、歴史学を専攻した。2006年、政党連合「国民運動＝民主」からジョージア国会議員に当選。2008年まで議員を務めた。